# .pg
‎.pg‏ دامنه اینترنتی اختصاص داده شده به کشور پاپوآ گینه نو است.
ثبت این دامنه تنها برای دامنه‌های سطح دوم زیر امکان‌پذیر است:
- .com.pg
- .net.pg
- .ac.pg
- .gov.pg
- .mil.pg
- .org.pg